# Wesmaelius kaszabi
Wesmaelius kaszabi is een insect uit de familie van de bruine gaasvliegen (Hemerobiidae), die tot de orde netvleugeligen (Neuroptera) behoort. 
Wesmaelius kaszabi is voor het eerst wetenschappelijk beschreven door Steinmann in 1965.